# 2 a.C.
Il 2 a.C. (II a.C. in numeri romani) è un anno  del I secolo a.C.

## Eventi
Fu inaugurato il Foro di Augusto

## Morti
- Iullo Antonio, politico romano (n. 45 a.C.)
- Fraate IV, sovrano